# Rue Henri-Germain
La rue Henri-Germain est une rue du quartier des Cordeliers située sur la presqu'île dans le 2e arrondissement de Lyon, en France.

## Situation et accès
La rue commence rue du Président-Édouard-Herriot, dans le prolongement de la rue Dubois, et se termine rue de la République en face du côté ouest du palais de la Bourse. La circulation des véhicules se fait en entrant par la rue Édouard-Herriot et uniquement pour se garder des deux côtés de la voie ; l'accès à la rue de la République étant bloqué par une borne escamotable électrique.

## Origine du nom
La rue porte le nom d'Henri Germain (1824-1905) banquier et homme politique français né à Lyon et fondateur du Crédit lyonnais.

## Histoire
Avant 1962, la rue Dubois s'étendait du quai Saint-Antoine à la rue de la République; en 1962, un fragment de cette rue Dubois devient la rue Henri-Germain.